# Цьосни (Томашовський повіт)
Цьосни (пол. Ciosny) — село в Польщі, у гміні Уязд Томашовського повіту Лодзинського воєводства.
Населення — 204 особи (2011).
У 1975-1998 роках село належало до Пйотрковського воєводства.

## Демографія
Демографічна структура станом на 31 березня 2011 року:
|          | Загалом | Допрацездатний вік | Працездатний вік | Постпрацездатний вік |
| -------- | ------- | ------------------ | ---------------- | -------------------- |
| Чоловіки | 87      | 14                 | 65               | 8                    |
| Жінки    | 117     | 27                 | 60               | 30                   |
| Разом    | 204     | 41                 | 125              | 38                   |